# 11 Gwardyjski Korpus Pancerny

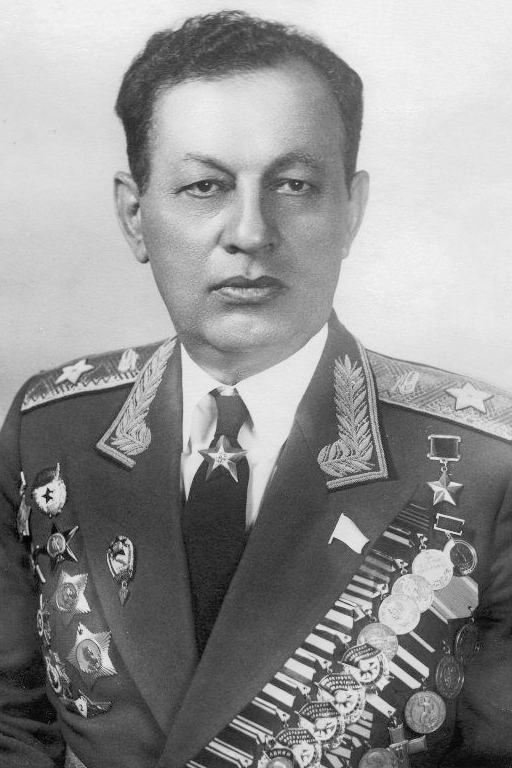
Płk Amazasp Babadżanian, Ormianin, jeden z dowódców 11 Gwardyjskiego Korpusu Pancernego

11 Podkarpacko-Berliński Gwardyjski Korpus Pancerny odznaczony Orderem Czerwonego Sztandaru i Suworowa (ros. 11-й гвардейский танковый Прикарпатско-Берлинский Краснознамённый ордена Суворова корпус) – jednostka pancerna Armii Czerwonej z okresu II wojny światowej, uczestniczyła m.in. w bitwie o Berlin.

## Historia
11 Gwardyjski Korpus Pancerny powstał w 1943, po przekształceniu 6 Korpusu Pancernego. Początkowo należał do 40 Armii, a od 12 marca 1944 do 1 Gwardyjskiej Armii Pancernej. Na ziemiach polskich uczestniczył m.in. w zdobyciu Tarnobrzega i Gdyni, czym przyczynił się do zakończenia okupacji niemieckiej na tych terenach. W czasie zdobywania Gdyni jednostką dowodził płk Babadżanian. Następnie oddziały 11 Gwardyjskiego Korpusu Pancernego uczestniczyły w likwidacji niemieckiego zgrupowania w rejonie Trzebiatowa. Szlak bojowy 11 Gwardyjski Korpus Pancerny zakończył 2 maja 1945 zdobyciem stolicy III Rzeszy.

## Dowództwo korpusu
Dowódcy:
- gen. por. Andriej Gietman (23.10.1943 – 30.09.1944)
- płk Amazasp Babadżanian (30.09.1944 – 09.05.1945)[4]

Szefowie sztabu:
- gen. mjr Nil Wiedieniczew (25.04.1944 – 09.05.1945)
- płk Iwan Sitnikow (23.10.1944 – 25.04.1944)[4]

## Struktura organizacyjna
Skład w 1945, w czasie operacji berlińskiej:
- 40 Gwardyjska Brygada Pancerna,
- 44 Gwardyjska Brygada Pancerna,
- 45 Gwardyjska Brygada Pancerna,
- 27 Gwardyjska Brygada Zmotoryzowana oraz 362 Gwardyjski Pułk Artylerii Samobieżnej, 399 Gwardyjski Pułk Artylerii Samobieżnej, 1454 Pułk Artylerii Samobieżnej i 9 Batalion Motocyklowy.